# Gabriel Lauriol
Pour les articles homonymes, voir Lauriol.
Gabriel Lauriol (né à Morlaix le 20 décembre 1807 et mort à Nantes le 10 juillet 1889) est un armateur nantais.

## Biographie
Gabriel Lauriol naît à l'hôtel du Quesne, quai de Léon à Morlaix, le 20 décembre 1807, de Thomas Lauriol (1770-1831), capitaine corsaire et au long cours, armateur et assureur maritime à Saint-Malo puis Nantes, et de Jeanne-Françoise-Denise Duquesne (fille du maire de Morlaix Denis Duquesne et de Marie-Victoire Audren de Keryven). Gendre de l'armateur Hardouin, il est le beau-père de l'industriel raffineur Achille Say (petit-fils de Louis Say).
Il débute comme capitaine sur les navires de son père, notamment L'Arpenteur, un trois mâts qui fait naufrage à Pondichéry en 1828, puis du Mascarenhas. Il commence à armer ses propres navires vers 1830, faisant passer la société familiale, à laquelle il succède à son père à son décès (dans un premier temps avec son frère Jean-Victor Lauriol, puis seul à partir de 1854), comme la plus importante maison d'armement du port de Nantes, avec une cinquante de navires armés entre sa fondation en 1820 et 1870. Prenant le nom de « G. Lauriol et Cie », deux autres frères de Gabriel Lauriol, Denis et Joseph, s'y investissent, en tant que membre du Tribunal de commerce et capitaine au long cours. La société arme des voiliers pour le cabotage, la chasse à la baleine, le commerce avec l'étranger et les colonies. Elle fait également construire des navires à vapeur, notamment pour le service des messageries et des passagers entre les deux ports, le grand cabotage à destination du Québec ou bien le remorquage.
Lauriol s'adonne au négoce, au commerce du sucre et à la spéculation, par l'achat et revente de navires avec bénéfice. Le sucre se révèle la plus importante activité de la compagnie, avec des expéditions vers l'île Bourbon, Batavia, la côte de Coromandel aux Indes, etc.
Gabriel Lauriol est membre de diverses sociétés locales, dont la Société nantaise d'horticulture et la Société industrielle de Nantes. Propriétaire d'une écurie de course, il est admis comme membre de la commission de la Société des courses de Nantes en 1855. 

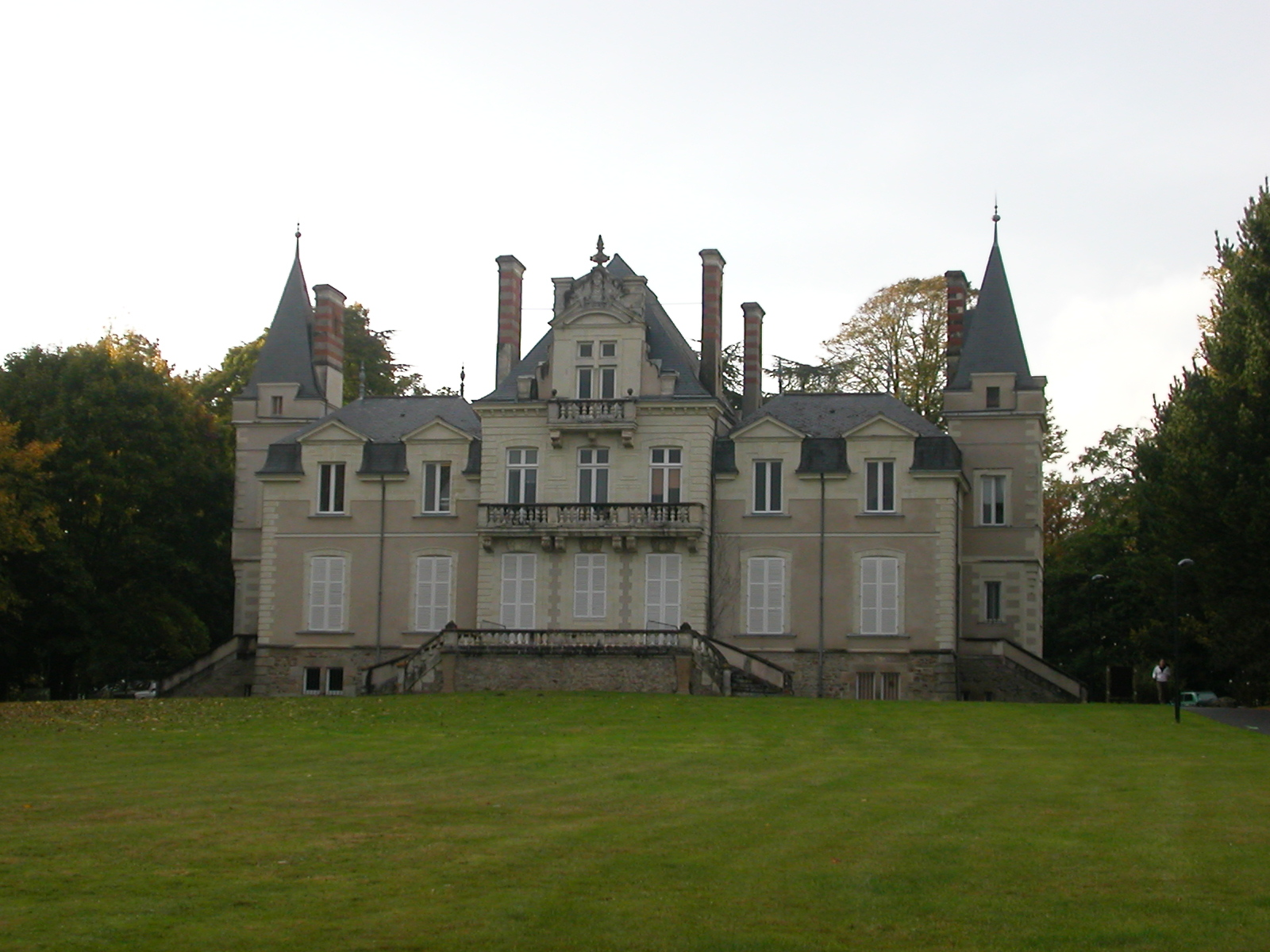
Le château du Tertre que Gabriel Lauriol se fait construire au bord de l'Erdre, à Nantes.

Il acquiert le domaine du Tertre, au bord de l'Erdre à Nantes, en 1858. Ce domaine, de 20 hectares, est composé d'une maison principale, de communs et de trois fermes. Il y fait construire l'actuel château, avec un parc à l'anglaise, avenues et pelouses. Également propriétaire d'un jardin rue Haute-Roche et de terrain à la Prairie de Mauves, il habitait habituellement au 27 rue du Calvaire. 
Il est vice-président de 1865 à 1868, puis président de la Chambre de commerce de Nantes de 1868 à 1870.
Représentant de la haute bourgeoisie nantaise, patriote et libéral, il est candidat d'opposition sous le Second Empire et est battu aux élections municipales de 1852. Il devient président du comité Paradol en 1869 et est l'un des membres fondateurs du Comité républicain de Nantes. Républicain modéré, il se montre très critique envers Gambetta, à qui il reproche de ne pas avoir été à la hauteur durant la guerre franco-allemande. Élu en 1870 « commissaire civil permanent muni des pleins pouvoirs les plus étendus, avec mission de faire exécuter, sous sa responsabilité personnelle, tous les décrets du gouvernement relatifs à la défense du pays et à l’organisation des gardes nationales mobilisées », il en refuse les fonctions. Adjoint au maire de Nantes (1870-1871 sous la municipalité Waldeck-Rousseau, 1871-1872 sous Leloup et 1874-1881 sous Lechat) et membre du Conseil général de la Loire-Inférieure de 1871 à 1880 (canton de Nantes-V), il connait un conflit avec Le Phare de la Loire et son directeur Mangin. Ce dernier reproche à la municipalité nantaise son manque d'implication dans la création d'écoles laïques, Lauriol refusant des réductions dans le budget pour d'autres postes afin d'en permettre la création. En tant qu'adjoint chargé des travaux publics, il supervise la création du boulevard qui enveloppe Nantes de la rive droite, l'acquisition par la ville du Champ de Manœuvres et l'aménagement du quartier du Petit-Port, afin d'accueillir les troupes militaires et les courses de chevaux, avec l'implantation de l'hippodrome du Petit Port. De sa propriété voisine, il suit quotidiennement l'évolution des travaux d'aménagement.
Mort millionnaire en 1889, sa fortune est principalement composée de titres et actions (chemins de fer autrichiens, télégraphe de Paris à New-York, etc), d'obligations (chemins de fer du Nord, d'Orléans ou Ottomans, Paris, Marseille, Nantes, Russie, etc.), et de ses propriétés.
Le boulevard Gabriel-Lauriol, à Nantes, est baptisée en son hommage en 1901.